# إدفار سكاجيستاد
إدفار سكاجيستاد (بالنرويجية البوكمول: Edvard Skagestad)‏ (6 يوليو 1988 بآوس في النرويج - ) هو لاعب كرة قدم نرويجي في مركز الدفاع. شارك مع منتخب النرويج تحت 18 سنة لكرة القدم وNorway national under-23 association football team ‏. أما مع النوادي، فقد لعب مع نادي أوليسوند ونادي نوركوبنغ وFollo FK ‏.

## وصلات خارجية
- إدفار سكاجيستاد على موقع اتحاد النرويج (النرويجية)
- إدفار سكاجيستاد على موقع قاعدة بيانات كرة القدم.إي يو (الإنجليزية)
- إدفار سكاجيستاد على موقع Soccerway.com (الإنجليزية)